# رينيه كونز
رينيه كونز هو منافس ألعاب قوى سويسري، ولد في 28 يناير 1911، وتوفي في 18 سبتمبر 2004.

## وصلات خارجية
- رينيه كونز على موقع أوليمبيديا (الإنجليزية)